# Потайний водний шлях Запорозьких козаків

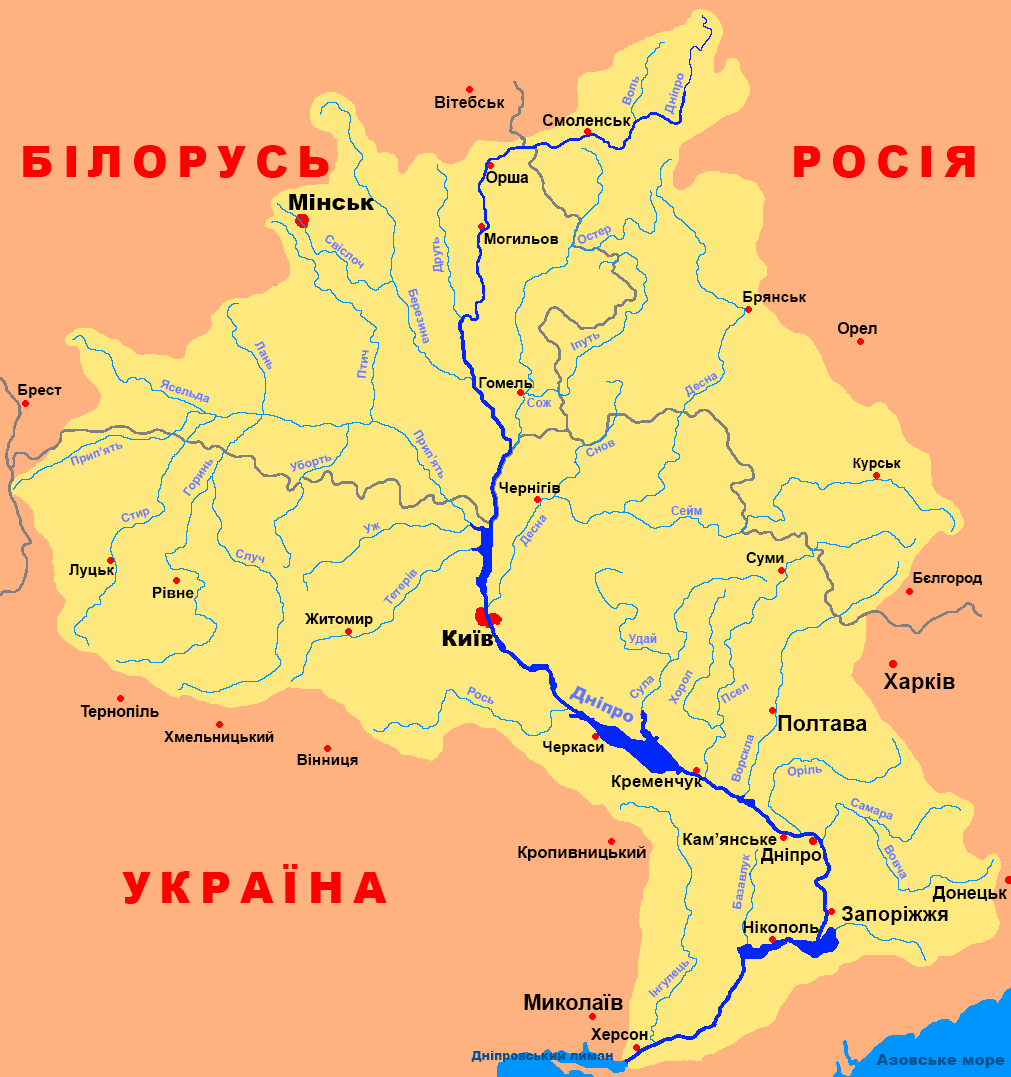
Частина шляху: Дніпро-Самара-Вовча (до району сучасної Ясинуватої)

Потайний водний шлях Запорозьких козаків — шлях Дніпро — Самара — Вовча — Кальміус — Азовське море — Чорне море.

## Загальний опис
На початку XVII століття існував потайний водний шлях (Дніпро — Самара — Вовча — Мокрі Яли — Кальчик — Кальміус — Азовське море — Чорне море), яким запорозькі козаки користувалися для виходу в Чорне море під час блокування турецьким флотом Дніпровського лиману.
Перехід з басейну р. Вовча у басейн р. Кальміус, очевидно був у місці максимального їх зближення — у так званому «волоку» поблизу нинішньої Ясинуватої.
Основними місцями шляху були: Новоселиця - Кочережки - місцевість суч. м. Павлоград(сторожовий пункт та попутна станція)- волок до Кальміуса(суч. Ясинувата) - Домаха
Сьогодні актуальною є музеєфікація Потайного водного шляху Запорозьких козаків з Дніпра в Чорне море через Донбас.

## Інтернет-ресурси
- Казачье прошлое Мариуполя [Архівовано 2 лютого 2014 у Wayback Machine.]
- Герр — давній водний шлях з Дніпра в Азовське море [Архівовано 3 лютого 2014 у Wayback Machine.]
- Кінець Дикого поля [Архівовано 26 лютого 2014 у Wayback Machine.]
- КОЗАЦЬКА ЗБРОЯ І ВІЙСЬКОВА ТАКТИКА ТА ЇЇ ЗВ'ЯЗОК З ВІЙСЬКОВОЮ СПРАВОЮ ПОПЕРЕДНИКІВ
- Владислав Грибовський. ВОЛОДАРІ ДНІПРА ТА ЧОРНОГО МОРЯ